# Borský Mikuláš
Borský Mikuláš – wieś (obec) na Słowacji w kraju trnawskim, w powiecie Senica. Wieś powstała w 1975 w wyniku połączenia dwóch wsi: Borskégo Mikuláša i Borskégo Petra. Pierwsza wzmianka o niej pochodzi z 1394.

## Części wsi
- Mikuláš
  - Smuha
  - Za mostom
  - Zemany
- Peter
  - Struha
- Habány

## Sport
W miejscowości od 1970 roku odbywają się coroczne międzynarodowe zawody w chodzie sportowym o nazwie Záhorácka dvadsiatka.